# بیع کالی به کالی
بیع کالی به کالی یا نسیه به نسیه در فقه به معامله‌ای گفته می‌شود که ثمن و مبیع، هر دو کلی، مؤخر و موجل هستند. به عبارت دیگر ثمن و مبیع مدتی پس از انعقاد قرارداد بیع تسلیم می‌شوند.اگر چه اصطلاح بیع کالی به کالی در قانون مدنی ایران نیامده است اما ماده‌ای هم وجود ندارد که بیع کالی به کالی را باطل اعلام نماید.شهید اول و شهید ثانی اما معتقدند که به دلیل جهل مقدار مبیعی که در مقابل ثمن معامله قرار می گیرد این بیع فاسد بوده و باطل است.